# Heinz Brofazi
Heinz Brofazi – niemiecki bokser, brązowy medalista Mistrzostw Europy z roku 1927.

## Kariera
W maju 1927 zdobył brązowy medal na Mistrzostwach Europy, w kategorii muszej.
W roku 1927 oraz 1934 był wicemistrzem Niemiec w kategorii muszej.